# Szipka Płowdiw
Szipka Płowdiw (bułg. СК Шипка (Пловдив)) – bułgarski klub piłkarski, mający siedzibę w mieście Płowdiw, w środkowej części kraju, działający w latach 1929–1944.

## Historia
Chronologia nazw:
- 1929: SK Szipka Płowdiw (bułg. СК [Спортен клуб] Шипка (Пловдив))
- 1944: klub rozwiązano – po fuzji z Botew Płowdiw

Klub sportowy Szipka został założony w Płowdiwie w 1929 roku. Nazywano go "czerwoną drużyną", ponieważ klub składał się głównie z lewicowych pracowników i studentów. W 1934 zespół został mistrzem Płowdiwskiego Obwodu Sportowego po pokonaniu w finale 0:2 i 6:0 silnej drużyny Benkowski Pazardżik i uzyskał prawo do udziału w turnieju finałowym na szczeblu centralnym. Ale już w rundzie pierwszej został wyeliminowany przez Botew Jamboł po 1:4 w Płowdiwie.
Po 1944 roku nowy rząd Bułgarii podjął kilka kampanii na rzecz reorganizacji klubów sportowych w kraju, co doprowadziło do połączenia większości z nich i odpowiedniej zmiany nazw. W ten sposób na rozkaz ówczesnej nomenklatury partyjnej klub w 1944 dołączył do Botewa Płowdiw i przestał istnieć.

## Barwy klubowe, strój, herb, hymn
|  |  |

Klub ma barwy czerwono-niebieskie.

## Sukcesy

### Trofea międzynarodowe
Do chwili obecnej klub jeszcze nigdy nie zakwalifikował się do rozgrywek europejskich.

### Trofea krajowe
| \| \| Zdobyte trofea w rozgrywkach Bułgarii (stan na: 31-05-2021) \| |                                                             |      |          |
| Rozgrywki                                                            | Osiągnięcie                                                 | Razy | Sezon(y) |
| · Mistrzostwo                                                        | I miejsce                                                   | 0    |          |
| · Mistrzostwo                                                        | II miejsce                                                  | 0    |          |
| · Mistrzostwo                                                        | III miejsce                                                 | 0    |          |
| · Mistrzostwo                                                        | 1/8 finału                                                  | 1    | 1934     |
| Puchar                                                               | zdobywca                                                    | 0    |          |
| Puchar                                                               | finalista                                                   | 0    |          |
| II liga                                                              | I miejsce                                                   | 0    |          |
| II liga                                                              | II miejsce                                                  | 0    |          |
| II liga                                                              | III miejsce                                                 | 0    |          |
| Bułgaria                                                             | Zdobyte trofea w rozgrywkach Bułgarii (stan na: 31-05-2021) |      |          |

- Gradsko pyrwenstwo na Płowdiw i Płowdiwskata sportna obłast:
  - mistrz (1): 1933/34

## Poszczególne sezony

### Rozgrywki międzynarodowe

#### Europejskie puchary
Nie uczestniczył w rozgrywkach europejskich.

### Rozgrywki krajowe
| \| Bułgaria \| Bilans występów klubu w rozgrywkach piłkarskich Bułgarii (Stan na 31 maja 2021 r.) \| \| |                                                                                       |        |       |   |   |   |    |    |     |           |        |        |      |
| Poziom                                                                                                  | Rozgrywki                                                                             | Sezony | Mecze | Z | R | P | B+ | B– | Pkt | Lata      | Awanse | Spadki | Naj. |
| I | Dyrżawno pyrwenstwo / Nacionałna futbołna diwizija / Republikansko pyrwenstwo / A PFG | 1      |       |   |   |   |    |    |     | 1934      | 0      | 1      | 1/8  |
| II | B RPG / Wtora PFG / Pyrwa PFL / B PFG / Wtora PFL                                     | 15     |       |   |   |   |    |    |     | 1929–1944 | 1      | 0      | 1    |
| III | W PFG / Treta amatorska futbołna liga                                                 | 0      |       |   |   |   |    |    |     |           | 0      | 0      |      |
| IV | Obłastna futbołna grupa                                                               | 0      |       |   |   |   |    |    |     |           | 0      | 0      |      |
| | Puchar Bułgarii                                                                       | 0      |       |   |   |   |    |    |     |           | 0      | 0      |      |
| Bułgaria                                                                                                | Bilans występów klubu w rozgrywkach piłkarskich Bułgarii (Stan na 31 maja 2021 r.)    |        |       |   |   |   |    |    |     |           |        |        |      |

## Struktura klubu

### Stadion
Klub piłkarski rozgrywał swoje mecze domowe na boisku w parku Sw.Augustin w Płowdiwie.

## Kibice i rywalizacja z innymi klubami

### Derby
- Botew Płowdiw
- Lewski Płowdiw
- Łokomotiw Płowdiw (jako Sportklub, SP-45, Sławia, Sławia-Czengełow)
- Marica Płowdiw
- Parczewicz Płowdiw
- Pobeda Płowdiw
- Sokoł Płowdiw
- ŻSK Płowdiw